# Jean Nicolas Houchard
Jean Nicolas Houchard (Forbach, 24 de enero de 1739 - †París, 17 de noviembre de 1793), fue un general de división del ejército francés durante la Revolución francesa y las batallas iniciales que llevaron a la formación del Imperio de Napoleón I. (véase Guerras Revolucionarias Francesas)
Houchard comenzó su carrera militar a los 16 años en el Regimiento Real Alemán. Sin embargo, fue en el regimiento de Bourbon-Dragons, junto al que combatió en Córcega, donde obtuvo el grado de capitán. Fue herido por un sablazo en la mejilla en Córcega, en Ponté Nuovo, durante un combate contra los insurgentes corsos capitaneados por Paoli.
En 1792 es coronel de un regimiento de cazadores de caballería en el ejército de Custine. El 11 de abril de 1793 es nombrado Comandante en jefe del ejército de la Mosela.
Houchard sustituye al general Custine que acaba de ser destituido y guillotinado. De esta manera, el 11 de agosto de 1793 obtiene el mando supremo del Ejército del Norte.
El 24 de agosto de 1793, los ingleses del Duque de York se unen con los coaligados y se dirigen a Francia por el norte. Sitian la ciudad de Dunkerque con la ayuda de un ejército anglo-hannoveriano de cerca de 40.000 hombres. Dicho ejército está protegido en el este por dos cuerpos que manda el mariscal Freytag (16.000 hombres), en Oost-Cappel, y por el Príncipe de Orange en Menin. Dunkerque es defendida por el general Joseph Souham.
El diputado Carnot encomendó al general Houchard la liberación de la ciudad, para lo que recibió 15 000 hombres del ejército del Rin, como suplemento, encontrándose así a la cabeza de 40.000 hombres y avanzando hacia Dunkerque y Hondschoote. El 8 de septiembre, al comenzar la batalla, una columna británica atacó a los franceses pero fue derrotada por la caballería que el mismo Houchard capitaneaba. Los franceses pasaron enseguida a la ofensiva y la batalla se desarrolló en un cuerpo a cuerpo, tras lo cual dos regimientos británicos fueron destrozados y exterminados bajo las bayonetas francesa. A continuación las columnas francesas marcharon sobre Hondschoote donde estaban atrincherados los cuerpos del ejército británico. El general Leclair atacó por el flanco y después de dos asaltos ocasionó importantes pérdidas al enemigo.
Jourdan y Vandamme llevaron a buen término la victoria tomando a golpe de bayoneta las defensas del centro de la ciudad de Hondschoote. Los soldados franceses expulsaron de allí a los mercenarios hannoverianos y el ejército británico huyó en desorden; el general alemán Walmoden (que reemplazó al mariscal Freytag que había sido herido) no pudo rehacerlo hasta que llegaron 10 km más allá del campo de batalla. Los de hannover se replegaron entonces hacia Furnes y el duque de York, que asistía a la batalla, se apresuró a alcanzar Dunkerque para levantar de allí el asedio. La ciudad estaba salvada.
Fue entonces cuando Houchard cometió el error de no perseguir al ejército británico, sino atacar a los neerlandeses en la ciudad de Menin donde les hizo retroceder, pero sus soldados estaban demasiado agotados, así que decidió dejarlos descansar. Esta actuación le supondrá la condena a muerte. Fue acusado de no haber sacado partido de la victoria de Hondschoote, por lo que fue destituido y arrestado en Lille, el 24 de septiembre de 1793 y convocado por un tribunal revolucionario para dar cuenta de sus actos, que sería presidido por el comisario del pueblo, Dumas le Rouge; el proceso tuvo lugar el 15 de noviembre de 1793. Jacques Beugnot, que asistió al proceso, escribiría más tarde en sus memorias:
Houchard, un viejo soldado de 53 años que había conquistado todas sus graduaciones en el ejército republicano, apareció en la audiencia, con su colosal talla, su forma salvaje de andar, la mirada terrible; un disparo en la cara le había desplazado su boca enviándola hacia la oreja izquierda; su labio superior estaba dividido en dos a causa de un sablazo; dos cuchilladas paralelas cortaban su mejilla izquierda. A este soldado se encaró Dumas le Rouge dirigiéndole, entre otras, esta estúpida pregunta: "Por qué no hizo usted prisionero a todo el ejército inglés y austriaco?" Y como el acusado refunfuñara, el presidente le acusó de cobarde. Houchard lanzó un rugido; rasgó sus vestimentas y presentó su pecho labrado de cicatrices: "Ciudadanos del jurado, leed mi respuesta, es aquí donde está escrita", y volvió a caer sobre su banquillo, sumido en lágrimas, quizás las primeras que se escaparan alguna vez de sus ojos. No se dio cuenta ya de lo que sucedía a su alrededor; sólo tenía una palabra en su boca: "¡El miserable, me ha tratado de cobarde!" Cuando después le preguntaron sobre el resultado de su proceso, repetía, "¡me ha tratado de cobarde!" Lo demás no existía para él. Lo fue escupiendo hasta llegar al patíbulo.
Houchard fue guillotinado el domingo 17 de noviembre de 1793, 26 brumario año II.

## En su memoria
- Su nombre aparece en la tercera columna del Arco del Triunfo de París.
- En su ciudad natal, Forbach, hay una calle que lleva su nombre.